# Ahmed Tlili
Pour les articles homonymes, voir Tlili.
Ahmed Tlili (arabe : أحمد التليلي), né le 16 octobre 1916 à El Ksar et mort le 25 juin 1967 à Paris, est un syndicaliste et homme politique tunisien.

## Biographie
Il naît dans le centre minier de Gafsa et y entame ses études primaires avant de rejoindre Tunis pour poursuivre ses études secondaires au prestigieux Collège Sadiki. Après avoir enseigné, il intègre la poste tunisienne et retourne à Gafsa, en 1944, où il participe, en collaboration avec Farhat Hached, à la constitution de l'Union des syndicats du Sud. Il y défend en particulier les ouvriers des mines.
Son rôle dans la création de l'Union générale tunisienne du travail (UGTT) est très important, ce qui lui vaut d'être élu membre de sa commission administrative au congrès constitutif de janvier 1946. Tlili est membre en 1948 de la commission chargée de recruter et d'envoyer des volontaires combattre en Palestine lors de la guerre de 1948. Proche de Habib Bourguiba, il prend la direction du Conseil national de la résistance chargé de l'organisation de la lutte armée pour l'indépendance. Tlili est aussi l'organisateur et l'instigateur de la lutte armée dans la région de Gafsa : il donne le 24 janvier 1952 le signal du lancement des opérations au djebel Orbata, en présence des principaux chefs de la région. Il est arrêté dès le mois de février, donc son rôle demeure limité, et il n'est libéré en juillet 1954.
Après l'indépendance, il devient trésorier et membre du bureau politique du Néo-Destour de 1954 à 1963 et secrétaire général de l'UGTT de 1956 à 1963. Tlili réussit à accéder aux instances de la Confédération internationale des syndicats libres (CISL) en jouant un rôle déterminant dans la création de l'Organisation régionale africaine de la CISL (ORAF). Il est également à l'origine de la création de plusieurs sociétés coopératives qui permettent à l'UGTT de disposer de moyens financiers propres pour consolider son autonomie et renforcer son rôle dans la société tunisienne.
Tlili se distingue également par ses prises de position courageuses en faveur de la démocratisation et du respect des droits de l'homme : en juillet 1965, il quitte discrètement la Tunisie pour l'Europe où il fait des déclarations hostiles au régime du président Bourguiba. Il lui adresse, le 25 janvier 1966, un véritable réquisitoire pour la démocratie, contre les dérives autocratiques du régime, la corruption galopante, et plus largement la déviation politique que connaît alors le pays par rapport aux objectifs de l'indépendance. Le 18 novembre, l'Assemblée nationale approuve le retrait de son mandat de député alors qu'il est contraint à l'exil en Europe. Rentré à Tunis le 25 mars 1967, son état de santé se dégrade rapidement et il meurt à Paris le 25 juin. Il est ensuite rapatrié et inhumé au carré des dirigeants historiques de la Tunisie indépendante du cimetière du Djellaz à Tunis.
Son fils Abderrahmane est une personnalité politique de l'opposition au régime de Zine el-Abidine Ben Ali.

## Hommages
Dans le cadre du 42e anniversaire de son décès, une cérémonie de recueillement est organisée en présence d'Abdessalem Jerad, secrétaire général de l'UGTT, des membres du bureau exécutif de celui-ci, des cadres du syndicat, ainsi que des membres de sa famille.
À l'occasion du centenaire de sa naissance, un timbre postal est émis à son effigie par la Poste tunisienne.

## Publications
- Ahmed Tlili, Lettre à Bourguiba : janvier 1966, Tunis, Fondation Ahmed Tlili, 2011, 108 p. (ISBN 978-9973024763, lire en ligne).
- Ridha Tlili, Ahmed Tlili : mémoire de la démocratie, Tunis, Nirvana, 2023, 200 p. (ISBN 978-9938531473).